# A Horse with No Name
"A Horse with No Name" é um single do grupo britânico America, incluído no primeiro álbum da banda, lançado em 1971. Recebeu um disco de ouro da Recording Industry Association of America.
A música foi composta pelo vocalista Dewey Bunnell. Embora muitos creditem a música ao canadense Neil Young (devido a semelhança do vocal e harmonia da canção) ele nunca fez sequer uma versão de "A Horse With no Name".
A letra, inspirada no deserto do Arizona e Novo México, descreve uma viagem através do deserto em direção ao oceano.
Em 2004, essa canção fez parte da trilha sonora do jogo Grand Theft Auto: San Andreas, em 2005, ela fez parte da trilha da novela brasileira América e posteriormente da série Breaking Bad. A canção também aparece brevemente no episódio 22 da quinta temporada de Friends, no qual Joey viaja ao deserto de Las Vegas. Em 2017, a canção fez parte da trilha sonora do segundo episódio da quarta temporada da série BoJack Horseman, na voz de Michelle Branch.